# ريتشل سميث
ريتشل سميث (بالإنجليزية: Rachel Smith)‏ هي لاعبة جمباز إيقاعي بريطانية، ولدت في 3 يناير 1993 في Wyken ‏ في المملكة المتحدة.

## وصلات خارجية
- ريتشل سميث على موقع الاتحاد الدولي للجمباز (biography) (الإنجليزية)
- ريتشل سميث على موقع أوليمبيديا (الإنجليزية)
- ريتشل سميث على موقع اللجنة الأولمبية البريطانية (الإنجليزية)